# Neoromicia capensis
Neoromicia capensis é uma espécie de morcego da família Vespertilionidae. Pode ser encontrada na África subsaariana. Neoromicia capensis provavelmente representa um complexo de várias espécies similares.